# Wackiki Wabbit
Pour plus de détails, voir Fiche technique et Distribution.

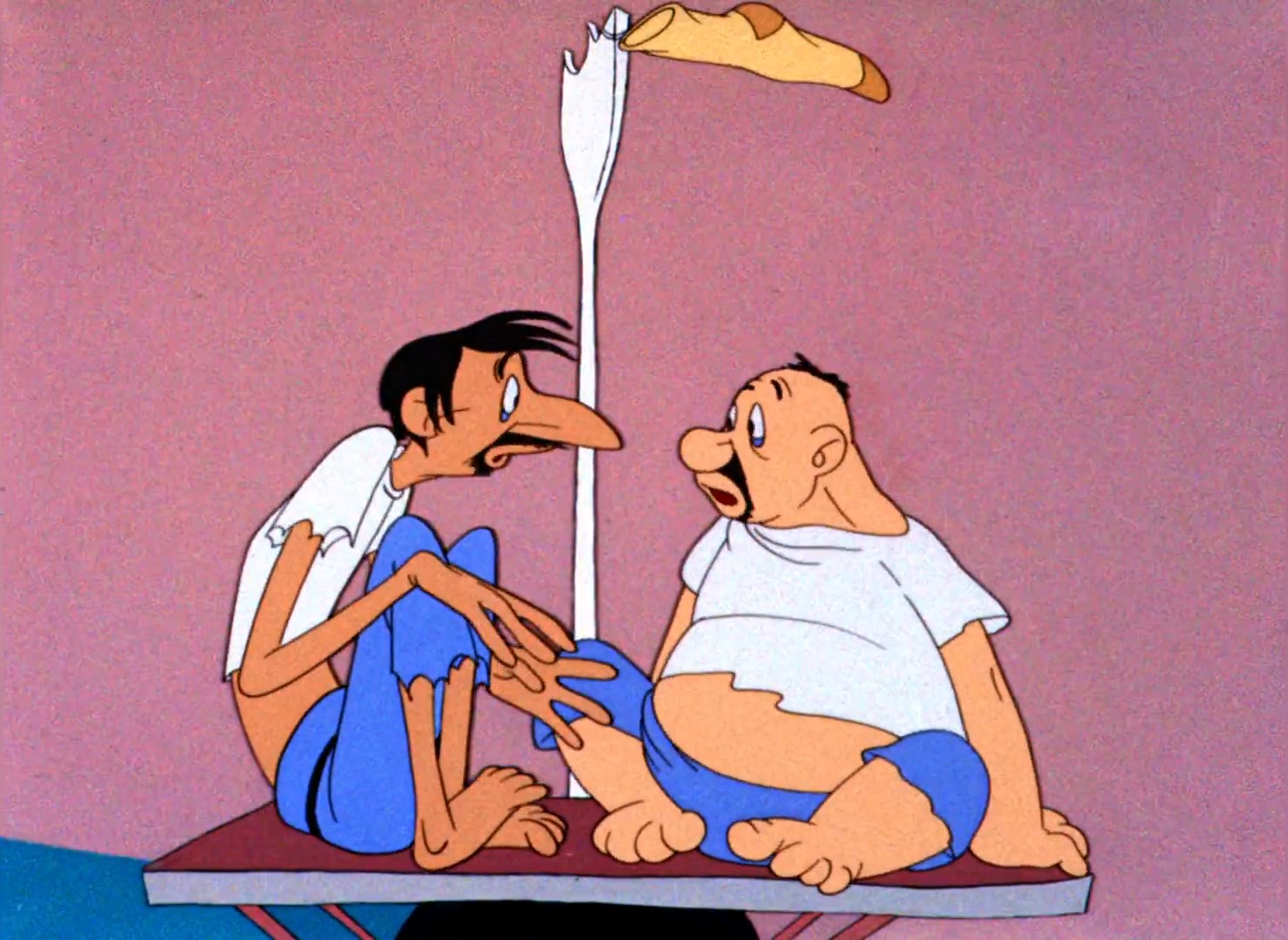
Les deux naufragés.

Wackiki Wabbit (également connu en version française sous les titres Le lapin des îles et Perdus sur une île) est un cartoon Merrie Melodies sorti en 1943, réalisé par Chuck Jones et mettant en scène Bugs Bunny et deux naufragés.

## Résumé
Deux naufragés affamés accostent sur une île déserte où ils rencontrent Bugs Bunny et décident de le manger. Celui-ci se fait passer pour un indigène qui enseigne la danse ; il se douche dans la marmite des 2 hommes avant de se réfugier dans les arbres. Il fait bouger un poulet avant de le faire disparaître, au grand dam des naufragés. Un paquebot arrive et au lieu de prendre ces derniers, Bugs ruse et se fait embarquer.

## Caricatures
Les personnages des deux naufragés : le petit gros et le grand maigre, dont les voix sont faites par les scénaristes Michael Maltese et Tedd Pierce, sont aussi les caricatures respectives de ceux-ci.

## Fiche
- Réalisateur : Chuck Jones (comme Charles M. Jones)
- Scénariste : Tedd Pierce (histoire)
- Producteur : Leon Schlesinger (Leon Schlesinger Studios)
- Musique  : Carl W. Stalling (non crédité)
- Montage et technicien du son (effets sonores) : Treg Brown (non crédité)
- Distributions :
  - Warner Bros. Pictures (1943) (cinéma)
  - Warner Home Video (2005) (DVD)
- Durée : 7 minutes
- Son : mono
- Format : 1,37 : 1, couleurs Technicolor, 35 mm, procédé cinématographique : sphérique
- Date de sortie : États-Unis : 3 juillet 1943
- Langue originale : anglais

## Animation
- Ken Harris : animateur
- Robert Cannon :  animateur (non crédité)
- Ben Washam :   animateur (non crédité)
- Gene Fleury :  artiste arrière-plan (non crédité)
- John McGrew :  artiste agencement (non crédité)
- Bernyce Polifka : artiste agencement (non crédité)

## Musique
- Carl W. Stalling :  directeur musical
- Milt Franklyn :  orchestrateur (non crédité)

## Distribution

### Version originale
- Mel Blanc (non crédité) : Bugs Bunny
- Michael Maltese (non crédité) : Gros naufragé
- Tedd Pierce (non crédité) : Mince naufragé
- Augie Goupil : chant hawaïen

### Version française

#### Premier doublage
- Guy Pierrauld : Bugs Bunny
- Pierre Trabaud : Un des naufragés

#### Redoublage
- Gérard Surugue : Bugs Bunny
- Bernard Métraux : Annonceur